# 差出の磯

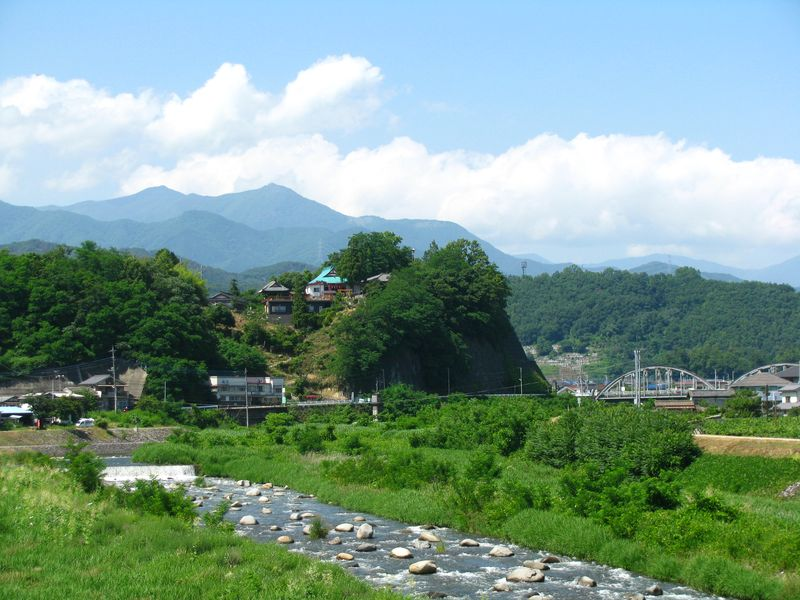
差出の磯と笛吹川と亀甲橋

差出の磯（さしでのいそ）とは、山梨県山梨市の中心部、笛吹川沿いに位置する景勝地。山上には差出磯大嶽山神社がある。

## 概要
笛吹川の万力公園の北東部、兄川・弟川の南に位置している岩山と河川。川側から見ると突き出て（差し出て）おり、内陸部にありながら海辺の磯のように見えるところから名付けられた。暴れ川であった笛吹川の流れを緩めた、自然の堤防の役割も果たしている。
古今和歌集の「しほの山差出の磯にすむ千鳥君が御代をば八千代とぞなく」を代表として、古来より多くの歌人によって歌が詠まれている場所でもある。
1949年（昭和24年）、山梨日日新聞の「観光山梨・新十景十勝」に選ばれた。また、この山上からの景観は2005年（平成17年）に国土交通省の「関東富士見百景」に指定されている。

## 著名な和歌
平安期より近代に至るまで数多くあり、塩山の地名の由来となった「塩の山」は枕詞として、また「ちどり」といえばこの地を差すほど和歌が数多くある。江戸時代には松尾芭蕉・昭和初期には与謝野晶子夫妻がここを訪れており、歌人・文学者である窪田空穂はこの山頂からの風景を詠っている。
- 「しほの山差出の磯にすむ千鳥君が御代をば八千代とぞなく」（「古今和歌集」）
- 「しほのやま ゆきげのくもや はれぬらん さしでのいその 月のさやけき」(「忠盛集」)
- 「八千代とぞ 千どりなくなる しほの山 さしでのいその 跡をたづねて」(「文治六年女御入内和歌」)
- 「しほの山 さしいでの磯の 冬浪に 千とせをいのる 友ちどりかな」(「後鳥羽院御集」)
- 「なみかくる さしでのいその いはねまつ ねにあらはれて かわくまもなし」(「建久五年「六百番歌合」中宮権大夫(藤原家房))
- 「はま千鳥 さしでの磯に 声たてて 八千代もしるき 君が御代かな」(「石清水若宮歌合正治二年」)
- 「波さわぐ さしでのいその 岩ねまつ かたがたにのみ 袖ぬらせとや」(「夫木和歌抄」後徳大寺左大臣(藤原実定))
- 「塩の山 さしての磯の 秋の月 八千代すむへき 影そ見えける」(「新後撰集賀歌」前大納言雅言卿)
- 「興津塩 さし出の磯の 浜千鳥 風寒からし 夜半に友よふ」(「玉葉集」権中納言長方卿)
- 「小夜ちとり 空にこそなけ 塩の山 さしての磯に 波やこすらん」(「新千載集」忠房親王)
- 「千鳥なく しほのさしての いその松 やちよのこゑに ちよの色そふ」(「夫木集」権僧正公朝)
- 「やちよとそ 千鳥なくなる しほの山 さしてのいそに あとをたつねて」(「夫木集」隆信朝臣)
- 「しほの山 さして出のいその 明かたに 友よふたつの 声きこゆなり」(「夫木集」左近中将経家卿)
- 「波さはく さしいてのいその 岩ねまつ かたかたにのみ 袖ぬらせとや」(「夫木集」後徳大寺左大臣)
- 「なみのうへや 猶すみまさる あま小舟 さしいてのいその 秋の月かけ」(「夫木集」民部卿為家)
- 「更ぬるか 寒き霜夜の 月影も さし出の磯に ちとりなくなり」(「草庵集」頓阿法師)
- 「春の色も 今ひとしほの 山なれは 日かけさしての 磯そかすめる」(「廻国雑記」護院道興法親王)
- 「はる日かけ さしていそくか しほの山 たるひとけとや うくひすのなく」(「廻国雑記」護院道興法親王)
- 「冬の夜の 有明の月も しほの山 さしいてのいそに ちとりなくなり」(「廻国雑記」従二位家隆卿)
- 「こゑはみな やちよときけは しほの山 いそへのちとり ためしにそなく」(「廻国雑記」大納言経道卿)
- 「みつしほの さしてのいそに すむ月は 千世もかきらし 久かたのそら」(「廻国雑記」従二位範定卿)
- 「今夜こそ 月もみちけれ しほの山 さしての磯に 雲もかゝらで」(「廻国雑記」衣笠大納言)
- 「年経とも 色はかはらし 岩がねの さし出の磯を あらふ白浪」(前大納言資季卿)
- 「波のうへや なをすみまさる あま小船 さし出の磯の 秋の月かげ」(民部卿為家)
- 「浪かくる さし出の磯の 岩ね松 ねにあらはれて かはくまもなし」(中宮大夫定房)
- 「今は又 川にさし出の 磯千鳥 ふりし昔の 跡をとめけり」(賀茂季鷹)
- 「打むれて けふはさしでの 磯千鳥 みやこのつとの 一声もがな」(賀茂季鷹)
- 「しほの山 さし出の磯の 友千とり 八千代の鳴し 昔忍ばゆ」(年徹)
- 「ちとり鳴 汐のさし出の 磯の松 八千代の声に ちよの色そふ」(権僧正公朝)
- 「塩の山 差出の磯の 山の家 たまもましりの 蜑の笘ふき」(鴨長明)
- 「亀の甲 指出の磯に 散りかゝる 花をかつかぬ うろくすもなし」(為世)
- 「塩の山 差出の磯の しき波に 千年を祈る 友千鳥哉」
- 「指出の磯 さしもかしこし これはこれ かみ代になれる 塩なはの山」(可雲)
- 「塩の山 さし出の磯の さして来し かひありけりと しるきこのたひ」(賀茂季鷹)
- 「ともちとり 指出の磯や 暮ぬらん 鶴の群に 鳴わたる声」(宗祇)
- 「七日子の 神のみつぎの よりくるや さしでの磯の 波のうねうね」(藤原隆伊朝臣)
- 「塩の山 差出の磯の 浜千鳥 ねたかの森に かゝる白波」(読人知不)
- 「満しほに ひかれても又 立かえれ さしでの磯の あまのつり舟」(源俊平)
- 「闇の夜や巣をまとはして啼千鳥」（松尾芭蕉）
- 「いにしへの差出の磯を破らじと笛吹川の身を曲ぐるかな」（与謝野晶子）
- 「兄川にならぶ弟川ほそぼそと青山峡をながれてくだる」（窪田空穂）

## 和菓子と差出の磯
江戸時代は様々な和菓子が生まれた。和歌を題材として作られたものも多く、その中で夏の和菓子として「さしでの磯」が存在する。これは上記の古今和歌集の歌より生まれており、茶色いあんでせせらぎ・白いあんで川岸・そして小豆は千鳥を表している（NHK美の壺より）。
また滋賀県大津市にある藤屋内匠（創業寛文元（1661））の「汐美饅頭」（しおみまんじゅう）は創業当時からある歴史ある和菓子で、この歌から発想して作られており現在は茶道や慶弔の菓子として使われている。

## 街道

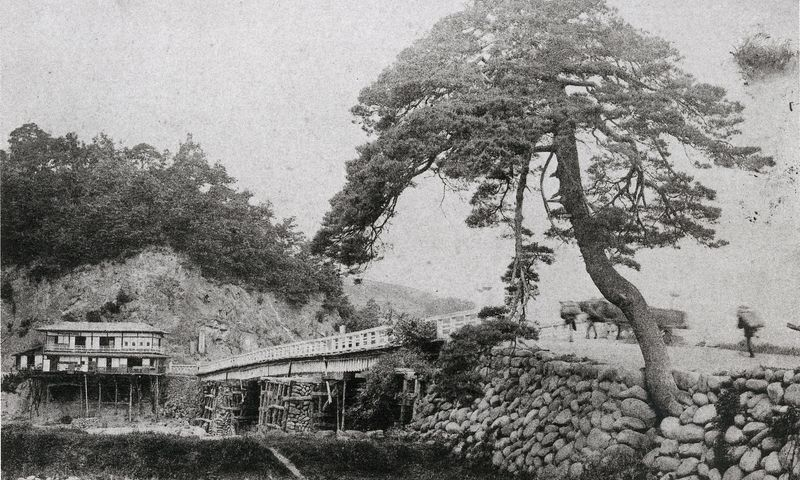
明治初期 差出の磯と亀甲橋

川沿いの道は旧青梅街道であり、国道140号が新しく整備されるまで交通の主要道であった。
差出小唄「差出ふたまた左は青梅思案に暮れます右秩父 小原古い町花の町トコドッコイ小荷駄の鈴の音」
楢山節考で有名な深沢七郎の作「笛吹川」に出てくるギッチョン籠は、写真にある川に出ている建物「みずや」がモデルとなっている（1988年（昭和63年）に解体）。